# Roewe 550
Roewe 550 (укр. Роеве 550) — п'ятимісний седан класу «Е» китайського виробника Roewe, який на українському ринку представлений під маркою компанії MG Motor. 
Як концепт-кар був представлений в 2007 році на автосалоні в Шанхаї під назвою Roewe W2. В розробці автомобіля брали участь екс-працівники компанії Rover.
У квітні 2008 року в Китаї було налагоджено серійний випуск Roewe 550 і у тому ж році було налагодженно виробництво в Чилі, але вже під маркою MG 550.
Рестайлінгова версія седана Roewe 550 була анонсована в 2009 році на автосалоні в Шанхаї, як MG 6.

## Двигуни

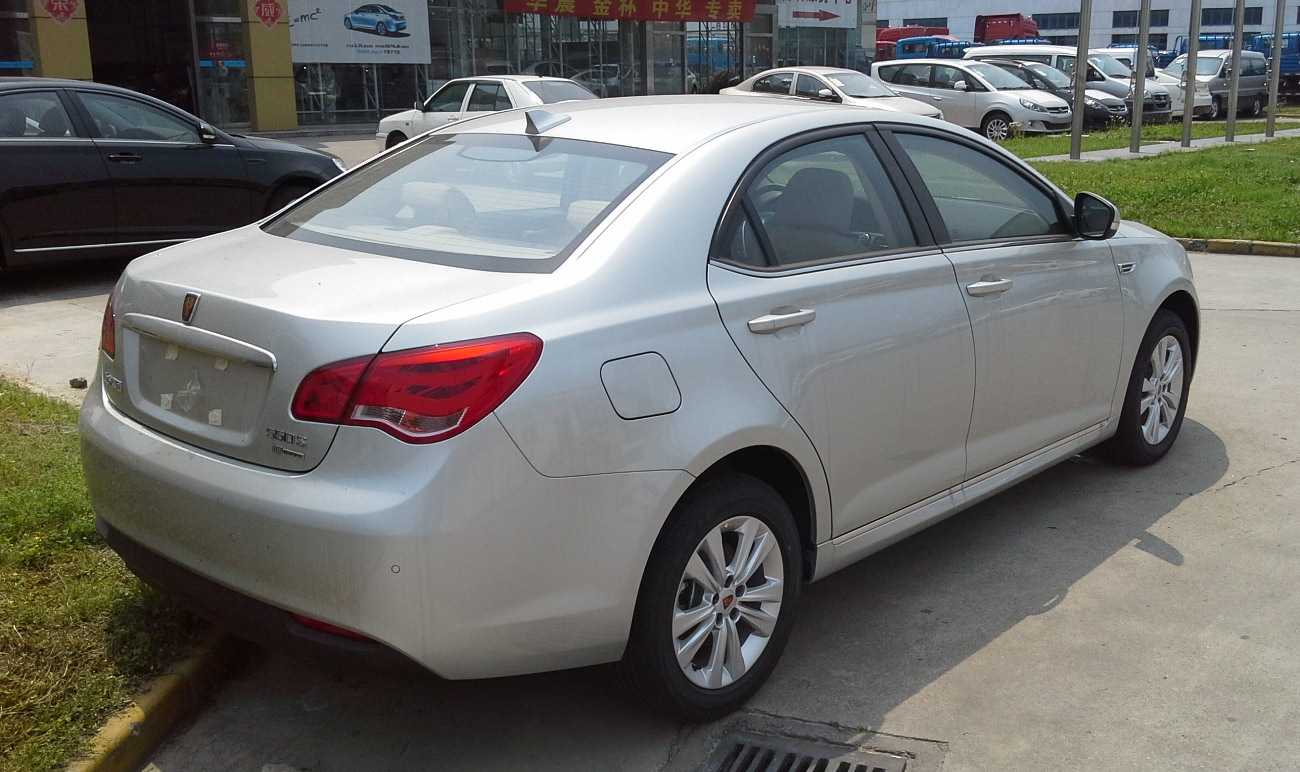
Roewe 550

| Модель:                            | 550 1.8                                                           | 550 1.8T                                                          |
| ---------------------------------- | ----------------------------------------------------------------- | ----------------------------------------------------------------- |
| Тип двигуна:                       | Рядний чотирьох-циліндровий двигун з чотирма клапанами на циліндр | Рядний чотирьох-циліндровий двигун з чотирма клапанами на циліндр |
| Об'єм:                             | 1796 см³                                                          | 1796 см³                                                          |
| Потужність:                        | 133 к.с. (98 кВт) при 6000 об/хв                                  | 160 к.с. (118 кВт) при 5500 об/хв                                 |
| Крутний момент:                    | 170 Нм при 4500 об/хв                                             | 215 Нм при 2500-4500 об/хв                                        |
| Максимальна швидкість:             | 188 км/год                                                        | 205 км/год                                                        |
| Розгін 0–100 км/год:               | 13,2 с (12,2 с*)                                                  | 10,8 с*                                                           |
| Середня витрата пального:          | 8,3 л/100км                                                       | 8,5 л/100км                                                       |
| Викиди CO2:                        | Євро-4                                                            | Євро-4                                                            |
| * з автоматичною коробкою передач. |                                                                   |                                                                   |

## Безпека
| Результати Краш-тесту          |                 |
| Зірки в Euro NCAP з Краш-тесту |                 |
| Пасажири                       | 73 % (26 балів) |
| Безпека дітей                  | 71 % (35 балів) |
| Безпека пішоходів              | 42 % (15 балів) |
| Активна безпека                | 71 % (5 балів)  |

За результатами краш-тестів проведених європейською організацією Euro-NCAP в листопаді 2011 року MG 6, який є дорогою версією MG 550, отримав чотири зірки за безпеку.
При цьому за захист пасажирів він отримав 26 балів, за захист дітей — 35 балів, за захист пішоходів — 15 балів, а за системи безпеки — 5 балів.

## Оснащення
MG 550 оснащається ESP (вона ж DSC — система курсової стійкості), EBD (система розподілу гальмівних зусиль), ABS (антиблокувальна система гальм), TCS (система регулювання обертання коліс), EBA (система контролю екстреного гальмування), TPMS (контроль тиску в шинах), BDC (автоматична інтелектуальна система очищення гальмівних дисків), протиугінною системою Euro-TCI.

## Ціна
Станом на 14 листопада 2011 року ціна в Україні на автомобіль MG 550 стартує з 139 000 грн.